# Stara Gradiška
Stara Gradiška (Duits: Altgradisch) is een gemeente in de Kroatische provincie Brod-Posavina.
Stara Gradiška telt 1717 inwoners. De oppervlakte bedraagt 77,6 km², de bevolkingsdichtheid is 22,1 inwoners per km².

## Concentratiekamp WO II
Nabij Stara Gradiška huisde tevens een concentratiekamp voor vrouwen en kinderen dat in 1941 in gebruik werd genomen en in april 1945 werd bevrijd door het Rode Leger. Het kamp was een van de vijf kleinere kampen van concentratie- en vernietigingskamp Jasenovac en is berucht om de martelingen en experimenten op gevangenen. Veel kinderen werden vergast en moeders werden langzaam uitgehongerd. Naar schatting zijn er 75.000 mensen vermoord.
Het kamp was van oorsprong een oude gevangenis en werd gerund door Duitsers en leden van de Ustašabeweging. In april 1945 naderde de vijand en werd het kamp ontruimd en werden de meeste geïnterneerden in de Lepoglave-gevangenis of in kamp Jasenovac vermoord. Na de oorlog werd het complex gebruikt voor de gevangenneming van politieke vijanden van het communistische regime. In 1991 werd het officieel gesloten.